# Eddy Pieters Graafland
Eddy Pieters Graafland (Amsterdã, 5 de janeiro de 1934 – 28 de abril de 2020) foi um futebolista neerlandês, que atuou como goleiro pelo Feyenoord e Ajax e fez parte da equipe de Feyenoord campeã da Liga dos Campeões da UEFA em 1970. Em 1999, ele foi incluído nos três melhores goleiros holandeses do século XX pela IFFHS. Ficou atrás de Hans van Breukelen e Edwin van der Sar.
Seu apelido era, de acordo com o sobrenome abreviado, Eddy PG .

## Biografia
Eddy tornou-se membro do Ajax aos onze anos (doze era a idade mínima, mas o pai de Pieters Graafland era um membro do conselho e isso lhe deu prioridade). Com dezessete anos (em 1951), estreou no primeiro time do Ajax e, em 1958, partiu para o Feyenoord pelo montante recorde da época de 134.000 floris. No Ajax, ele foi sucedido por Bertus Hoogerman.
Ele teve seu maior sucesso como jogador em 1970. Naquela temporada, ele foi aprovado pelo treinador do Feyenoord, Ernst Happel, como titular e substituto de Eddy Treijtel. Nessa temorada, Eddy ganhou seu maior títulos, a Taça dos Clubes Campeões Europeus de 1969–70. 

## Na seleção
Em 28 de abril de 1957, Eddy estreou na Seleção Neerlandesa de Futebol em um jogo contra a Bélgica no Estádio Olímpico, a partida terminou empatada em 1-1. Ele defenderia 47 vezes a seleção holandesa.

## Estilo de jogo
Uma especialidade que Eddy é lembrado, é pela sua capacidade de defender pênaltis. Para lhe ajudar, ele mantinha os cantos favoritos dos possíveis batedores das penalidades em um caderno.

## Vida pessoal
Pieters Graafland fez de filmes amadores como um hobby. Dos filmes coloridos que ele fez durante sua carreira esportiva, em 2003 as filmagens foram transmitidas em programas esportivos na televisão.
Pieters Graafland foi dono de um negócio de brindes promocionais. Foi cavaleiro na Ordem de Orange-Nassau e viveu em Barendrecht. Em 2017, ele e sua esposa Teddy celebraram seu casamento com diamantes.

## Morte
Pieters morreu no dia 28 de abril de 2020, aos 86 anos.

## Títulos
Ajax
- Eredivisie: 1956–57

Feyenoord
- Eredivisie: 1960–61, 1961–62, 1964–65, 1968–69
- KNVB Cup: 1964–65, 1968–69
- Liga dos Campeões: 1969–70